# L'Increvable
Pour les articles homonymes, voir L'Increvable (homonymie).
Pour plus de détails, voir Fiche technique et Distribution.
L'Increvable est un film français réalisé par Jean Boyer, sorti en 1959.

## Synopsis
Barman dans une guinguette des bords de Marne, Hippolyte noue secrètement une passion pour la jolie Liliane, la femme de son patron. Aveuglé par son amour, il décide de souscrire une assurance-vie au bénéfice de sa bien-aimée. Mais l'information ne reste pas confidentielle.

## Fiche technique
- Titre français : L'Increvable
- Réalisation : Jean Boyer
- Scénario : Jean Boyer, Jacques Vilfrid et Henri Torrès d'après le roman À la belle sirène de Robert Goffin
- Dialogues : Jacques Vilfrid
- Décors : Robert Giordani
- Photographie : Charles Suin
- Musique : Louis Gasté
- Production : Films du Cyclope
- Pays de production :  France
- Format : Noir et blanc - Mono
- Genre : Comédie
- Durée : 84 minutes
- Date de sortie : 
  - France - 19 avril 1959
- Affiche : Georges Kerfyser (France)

## Distribution
- Darry Cowl : Hippolyte
- Line Renaud : Liliane Robustal
- Michel Galabru : Augustin Robustal
- René Havard : Loulou
- Patricia Karim : L'aviatrice
- Robert Rollis : L'agent d'assurances
- Lucien Raimbourg : Mr. Boudoux
- Roland Armontel : Pivois
- Francis Blanche : Francis Blanchard
- Billy Kearns : Un américain au bar
- Tania Miller
- Jack Ary
- Sacha Briquet : partie de passage (non crédité)